# Rockland (New York)
Rockland est une ville du comté de Sullivan, dans l'État de New York, aux États-Unis,. En 2010, elle compte une population de 3 775 habitants.

## Démographie
Lors du recensement de 2010, la ville comptait une population de 3 775 habitants, tandis qu'en 2016, elle est estimée à 3 641 habitants.